# Agrypnus miyamotoi
Agrypnus miyamotoi là một loài bọ cánh cứng trong họ Elateridae. Loài này được Nakane & Kishii miêu tả khoa học năm 1955.